# Hear Them Calling
Hear Them Callin (с англ. — «Услышать их призыв») — песня исландской певицы Грета Салоуме Стеваунсдоуттир, с которой они представляли Исландию на конкурсе Евровидение 2016, проведенном в Стокгольме, Швеция.
В феврале 2016 года Грета приняла участие в исландском национальном отборе на Евровидение 2016 «Söngvakeppni Sjónvarpsins» с песней исландском языке «Raddirnar». По правилам национального отбора, в финале песни участников должны выполняться на том языке, на котором исполнители планируют петь, в случае победы, на самом Евровидении. За несколько дней до финала отбора Грета выпускает англоязычную версию своей песни — «Hear Them Calling», с которой она 20 февраля 2016 побеждает и получает право представлять Исландию на Евровидении 2016 в Стокгольме, Швеция.